# Babenwaagbrücke
Die Babenwaagbrücke, auch Holzbrücke Sihlmatt genannt, ist eine gedeckte Holzbrücke über die Sihl in der Schweiz. Die historische Brücke verbindet das zugerische Neuheim mit dem zürcherischen Hirzel (Gemeinde Horgen).

## Konstruktion
Die Spreng- und Hängewerkbrücke wurde 1849–1850 gebaut. Das Satteldach ist mit Ziegeln gedeckt. Die Brückenportale tragen die girlandengeschmückten Kantonswappen von Zug und Zürich und stammen von der seinerzeit abgebrochenen Eglisauerbrücke.
1935 oder 1941 wurden beidseitig gedeckte Fussgängerstege von 1,5 m Breite angehängt.

## Geschichte

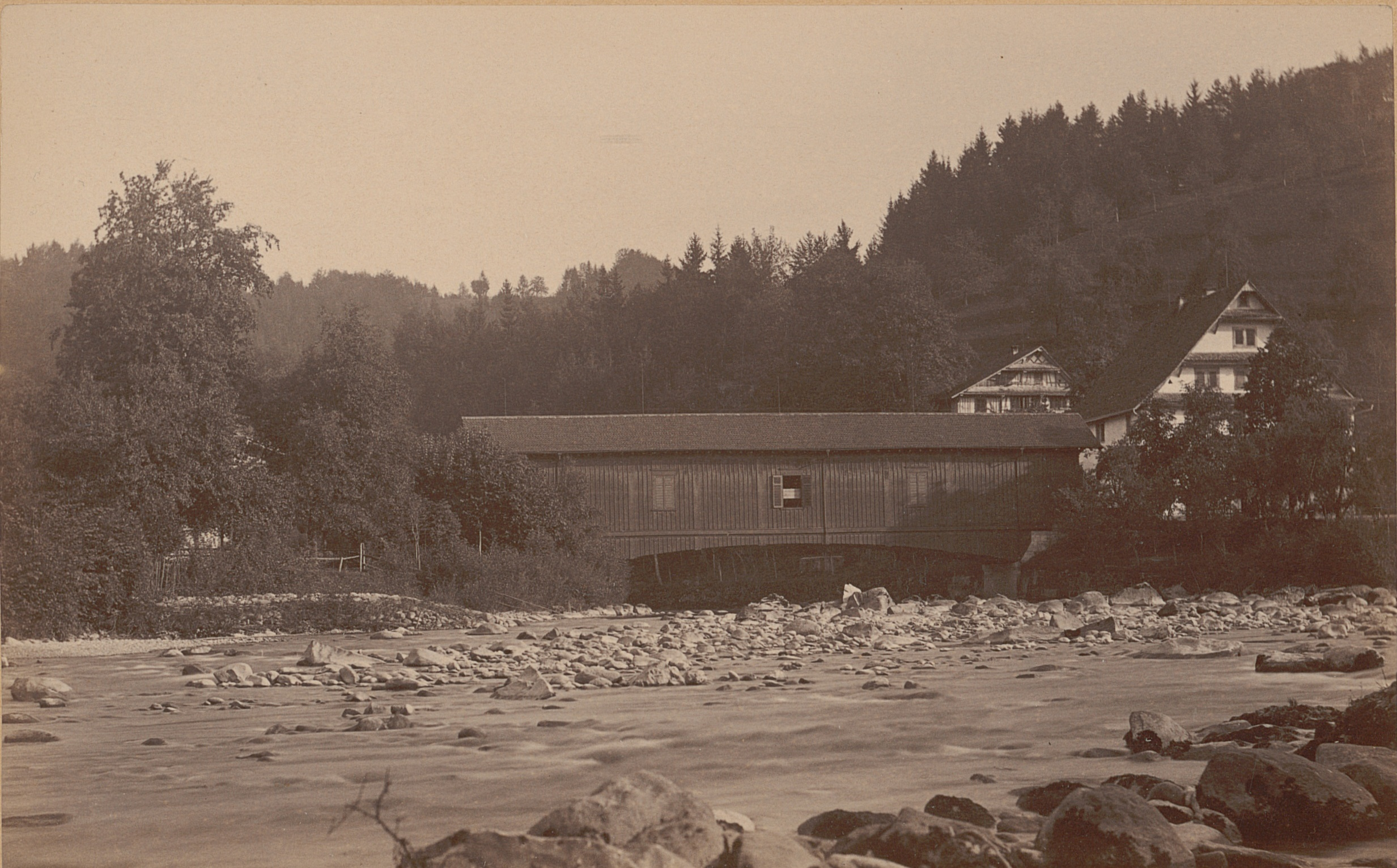
Die Brücke von 1850 im Jahr 1888 am ursprünglichen Standort

Erstmals erwähnt wurde eine Brücke 1385 bei der Furt Babenwaag. 1450 und 1537 gab es weitere Bauten. Die Brücke diente dem Saumweg Horgen – Hirzel Höhi – Sihlbrugg als Übergang über die Sihl. Mit dem Bau der Zugerstrasse von Horgen via Hanegg über den Hirzelpass von 1839 bis 1846 ging für den Saumweg die Funktion einer überregionalen und regionalen Verbindung nach Zug verloren. Die damalige Brücke wurde 1847 im Sonderbundskrieg niedergebrannt. An ihrer Stelle wurde die Babenwaagbrücke von 1850 gebaut. Diese wurde 1960 durch eine Betonbrücke ersetzt.
Die Holzbrücke wurde drei Kilometer sihlaufwärts am heutigen Standort aufgestellt. Bei der Versetzung wurden die seitlichen Fussgängerstege wieder entfernt. Die Kosten für die Versetzung wurden vom Kanton Zürich übernommen, der nunmehr alleiniger Eigentümer der Brücke ist. Das Bauwerk wurde 2018 saniert.

## Erhaltenswertes Objekt
Das Bauwerk ist denkmalgeschützt.

## Nutzung
Die Brücke diente bis 1960 in Sihlbrugg der Hauptstrasse von Zürich nach Zug als Übergang. Am heutigen Standort dient sie vor allem Fussgängern. Es besteht ein allgemeines Fahrverbot.

## Naturschutzgebiet
Das Gebiet bei der Brücke ist im Bundesinventar der Landschaften und Naturdenkmäler von nationaler Bedeutung (BLN) aufgeführt.